# IC 437
IC 437 ist eine Spiralgalaxie vom Hubble-Typ Sa im Sternbild Hase am Südsternhimmel. Sie ist schätzungsweise 300 Millionen Lichtjahre von der Milchstraße entfernt und hat einen Durchmesser von etwa 80.000 Lichtjahren. 
Das Objekt wurde am 11. Februar 1893 vom französischen Astronomen Stéphane Javelle entdeckt.